# Саяка блакитна
Сая́ка блакитна (Thraupis episcopus) — вид горобцеподібних птахів родини саякових (Thraupidae). Мешкає в Мексиці, Центральній і Південній Америці. Виділяють низку підвидів.

## Опис
Довжина птаха становить 15-18 см, вага 27-45 г. Голова і нижня частина тіла світло-сірувато-блакитна, верхня частина тіла темно-синя, на плечах плями іншого відтінку синього, крила і хвіст яскраво-синьо-зелені. Дзьоб короткий, міцний, Виду не притаманний статевий диморфізм. Молоді птахи мають більш тьмяне забарвлення. Представники різних підвидів різняться за відтінком плям на плечах: вони можуть бути сіруватими, зеленуватими, пурпуровими, лавандовими або білуватими. Так, у представників підвиду T. e. berlepschi плями на плечах яскраво-темно-сині, у представників підвиду T. e. nesophila фіолетові, у представників підвиду T. e. mediana білі, у представників підвиду T. e. cana сині. Голос — пронизливе, пискляве цвірінькання.

## Таксономія
В 1760 році французький зоолог Матюрен Жак Бріссон включив опис блакитної саяки до своєї книги «Ornithologie», описавши птаха за зразком із Бразилії. Він використав французьку назву L'evesque та латинську назву Episcopus avis. Однак, хоч Бріссон і навів латинську назву, вона не була науковою, тобто не відповідає біномінальній номенклатурі і не визнана Міжнародною комісією із зоологічної номенклатури. Коли в 1766 році шведський натураліст Карл Лінней випустив дванадцяте видання своєї «Systema Naturae», він доповнив книгу описом 240 видів, раніше описаних Бріссоном. Одним з цих видів була блакитна саяка, для якої Лінней придумав біномінальну назву Tanagra episcopus. Згодом блакитну саяку перевели до роду Саяка (Thraupis), введеного німецьким натуралістом Фрідріхом Бойє у 1826 році.

## Підвиди
Виділяють чотирнадцять підвидів:
- T. e. cana (Swainson, 1834) — від південно-східної Мексики (Сан-Луїс-Потосі) до північно-східної Колумбії і північної Венесуели, Перлові острови[en] (Панамська затока);
- T. e. caesitia Wetmore, 1959 — карибське узбережжя на північному заході Панами (Бокас-дель-Торо);
- T. e. cumatilis Wetmore, 1957 — острів Коїба;
- T. e. nesophila Riley, 1912 — від східної Колумбії до східної Венесуели, острів Тринідад;
- T. e. berlepschi (Dalmas, 1900) — острів Тобаго;
- T. e. mediana Zimmer, JT, 1944 — від південно-східної Колумбії до північної Болівії і північної Бразилії;
- T. e. episcopus (Linnaeus, 1766) — від Гвіани до центральної Бразилії;
- T. e. ehrenreichi (Reichenow, 1915) — долина річки Пурус (північно-західна Бразилія);
- T. e. leucoptera (Sclater, PL, 1886) — східні схили Анд в Центральній Колумбії;
- T. e. quaesita Bangs & Noble, 1918 — тихоокеанське узбережжя на південному заході Колумбії, заході Еквадору і північному заході Перу;
- T. e. caerulea Zimmer, JT, 1929 — південний схід Еквадору і північ Перу (на південь до Уануко);
- T. e. major (Berlepsch & Stolzmann, 1896) — Центральне Перу;
- T. e. urubambae Zimmer, JT, 1944 — південний схід Перу (долина Урубамби і Амазонія);
- T. e. coelestis (Spix, 1825) — південно-східна Колумбія, схід Еквадору і Перу, захід Бразильської Амазонії.

## Поширення і екологія
Блакитні саяки мешкають в Мексиці, Белізі, Гватемалі, Сальвадорі, Гондурасі, Нікарагуа, Коста-Риці, Панамі, Колумбії, Венесуелі, Гаяні, Суринамі, Французькій Гвіані, Еквадорі, Перу, Болівії, Бразилії та на Тринідаді і Тобаго. Вони живуть в рідколіссях і тропічних лісах, на плантаціях, в парках і садах. Зустрічаються парами, іноді невеликими зграйками, на висоті до 2600 м над рівнем моря. Часто приєднуються до змішаних зграй птахів. Живляться переважно плодами, а також нектаром і комахами. Гніздо глибоке, чашоподібне, розміщується в розмілці між гілками. В кладці від 1 до 3 білуватих або сіро-зелених яйця, поцяткованих темними плямами. Інкубаційний період триває 14 днів, пташенята покидають гніздо через 17 днів після вилуплення. Блакитні саяки іноді стають жертвами гніздового паразитизму вашерів.

## Збереження
МСОП класифікує цей вид як такий, що не потребує особливих заходів зі збереження. За оцінками дослідників, популяція блакитних саяк становить приблизно 50 мільйонів дорослих птахів.

## Галерея

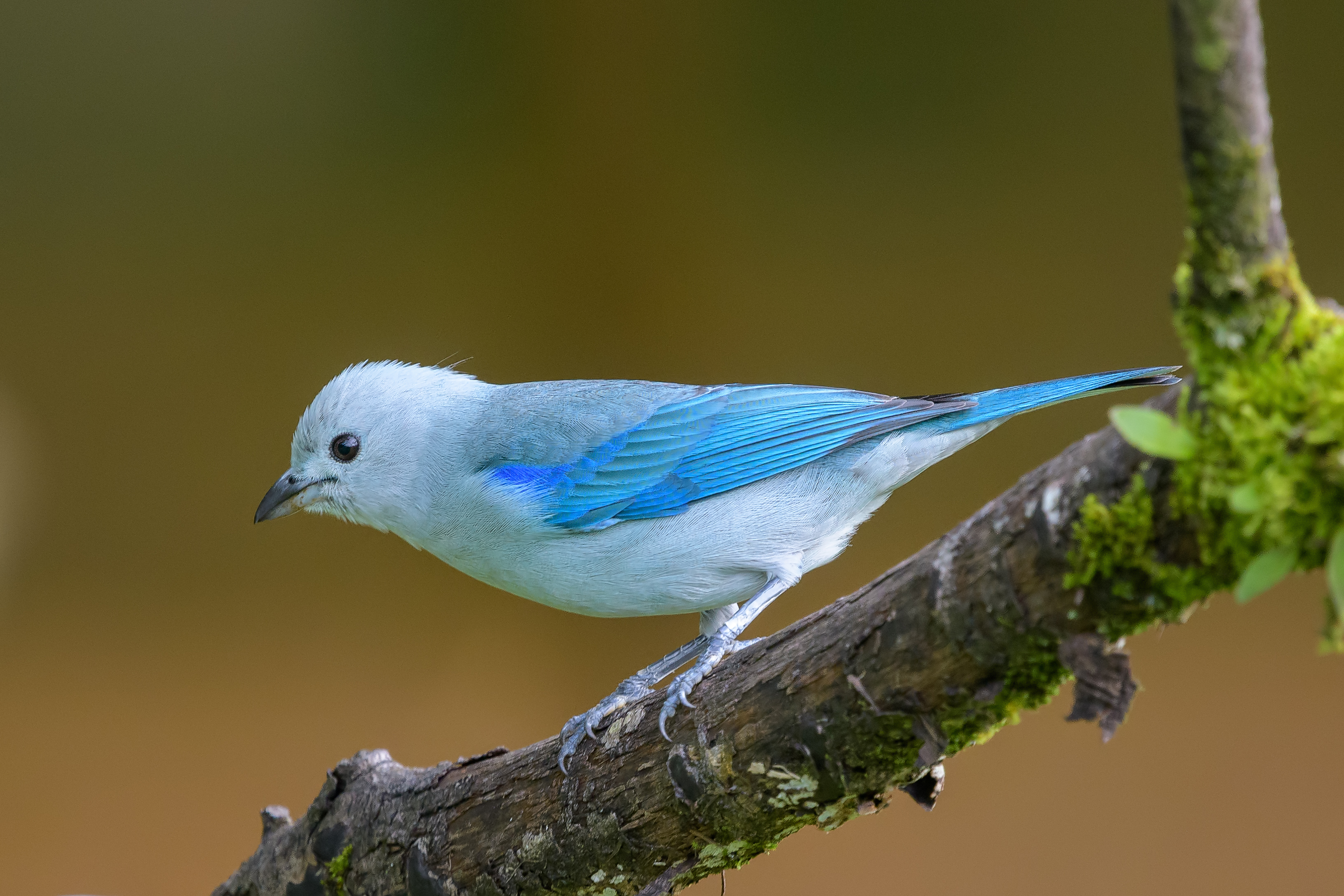
Блакитна саяка в Ла-Фортуні (Алахуела, Коста-Рика)
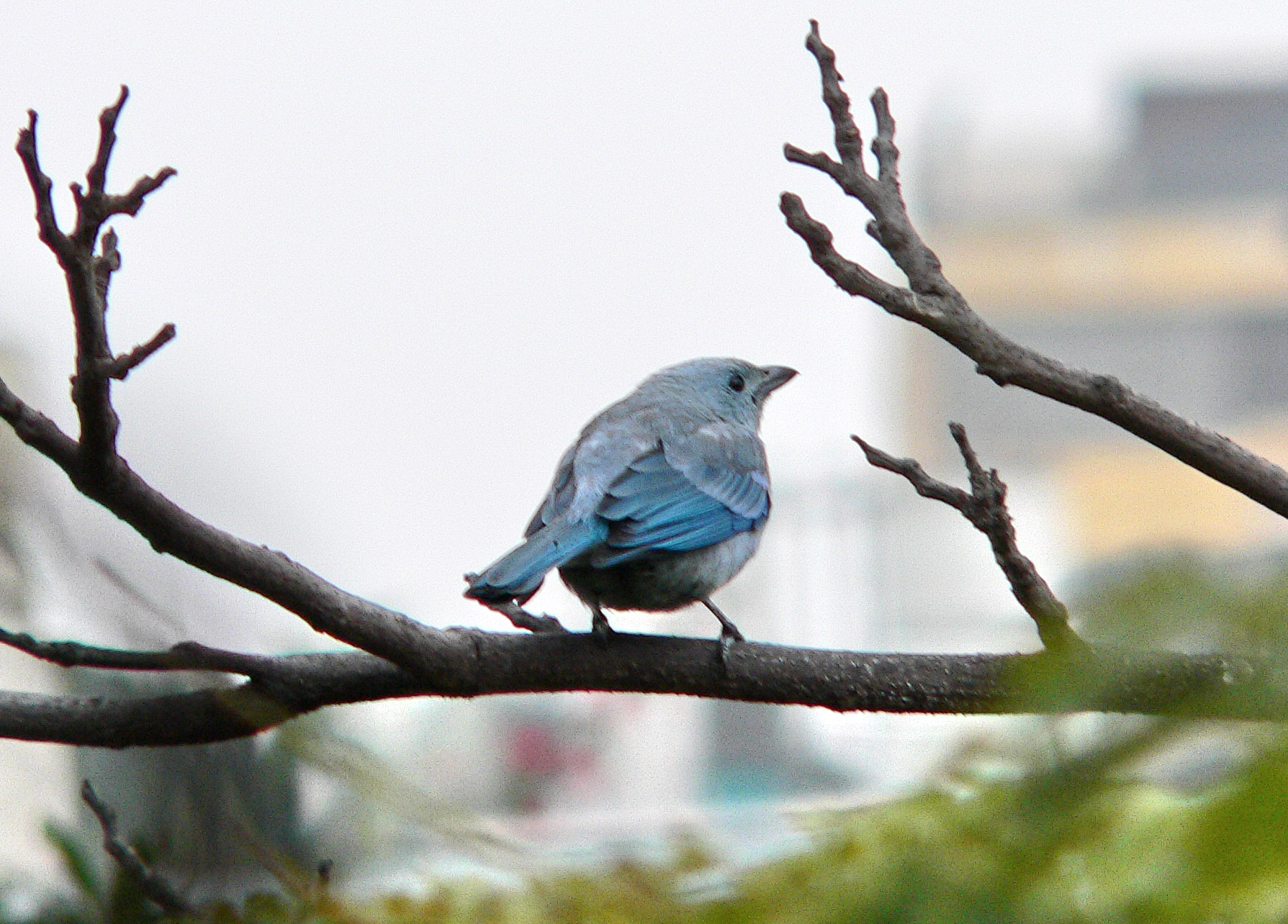
Блакитна саяка в Перу
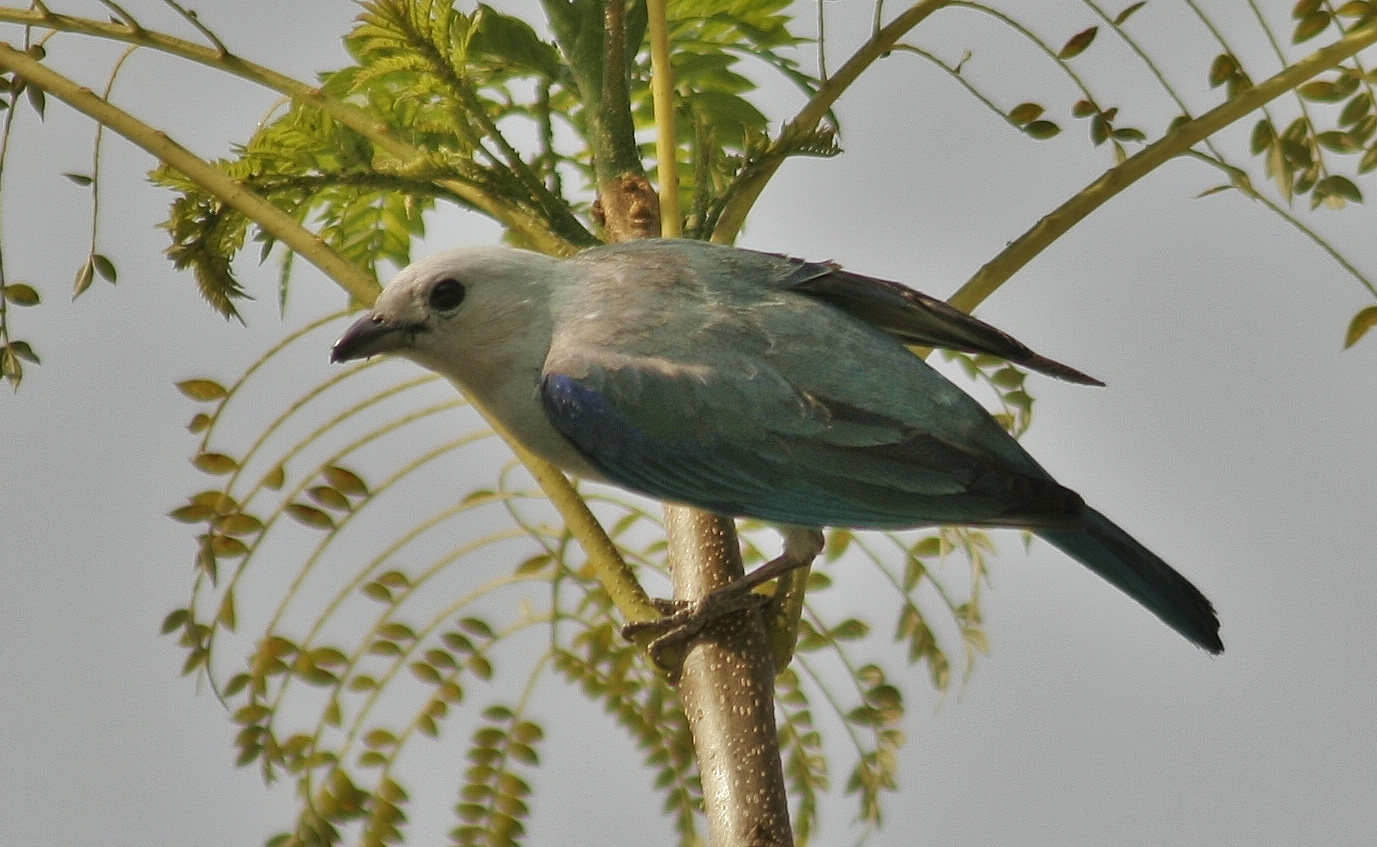
Блакитна саяка в Гватемалі
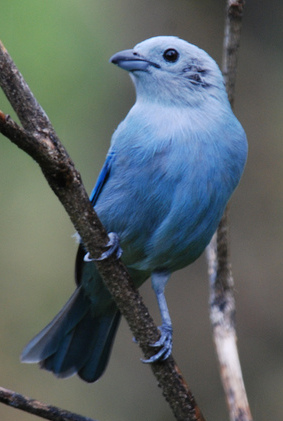
Блакитна саяка (підвид T. e. neosophilus) в Природному центрі Райт, Тринідад
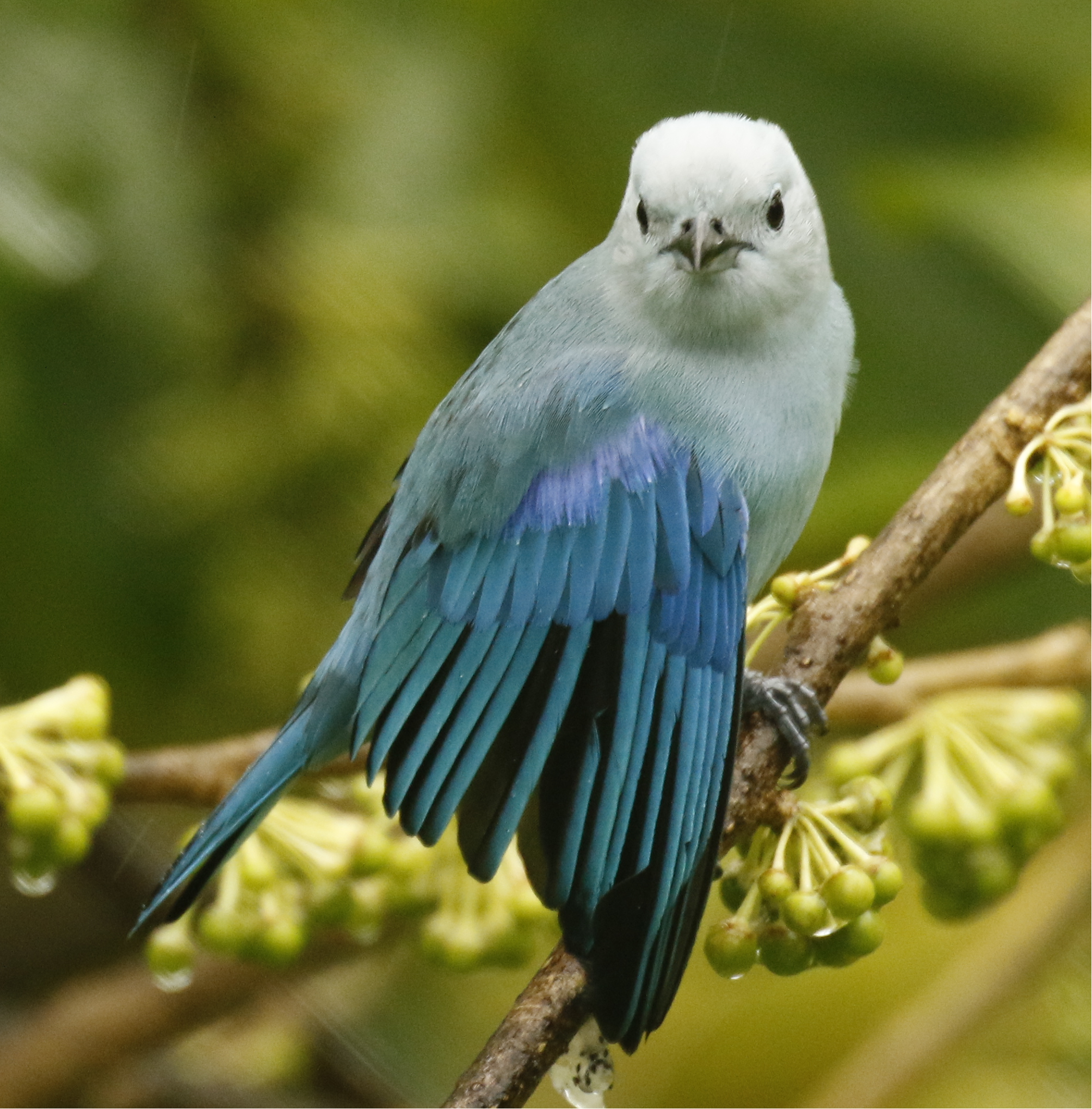
Блакитна саяка в Природному центрі Райт, Тринідад
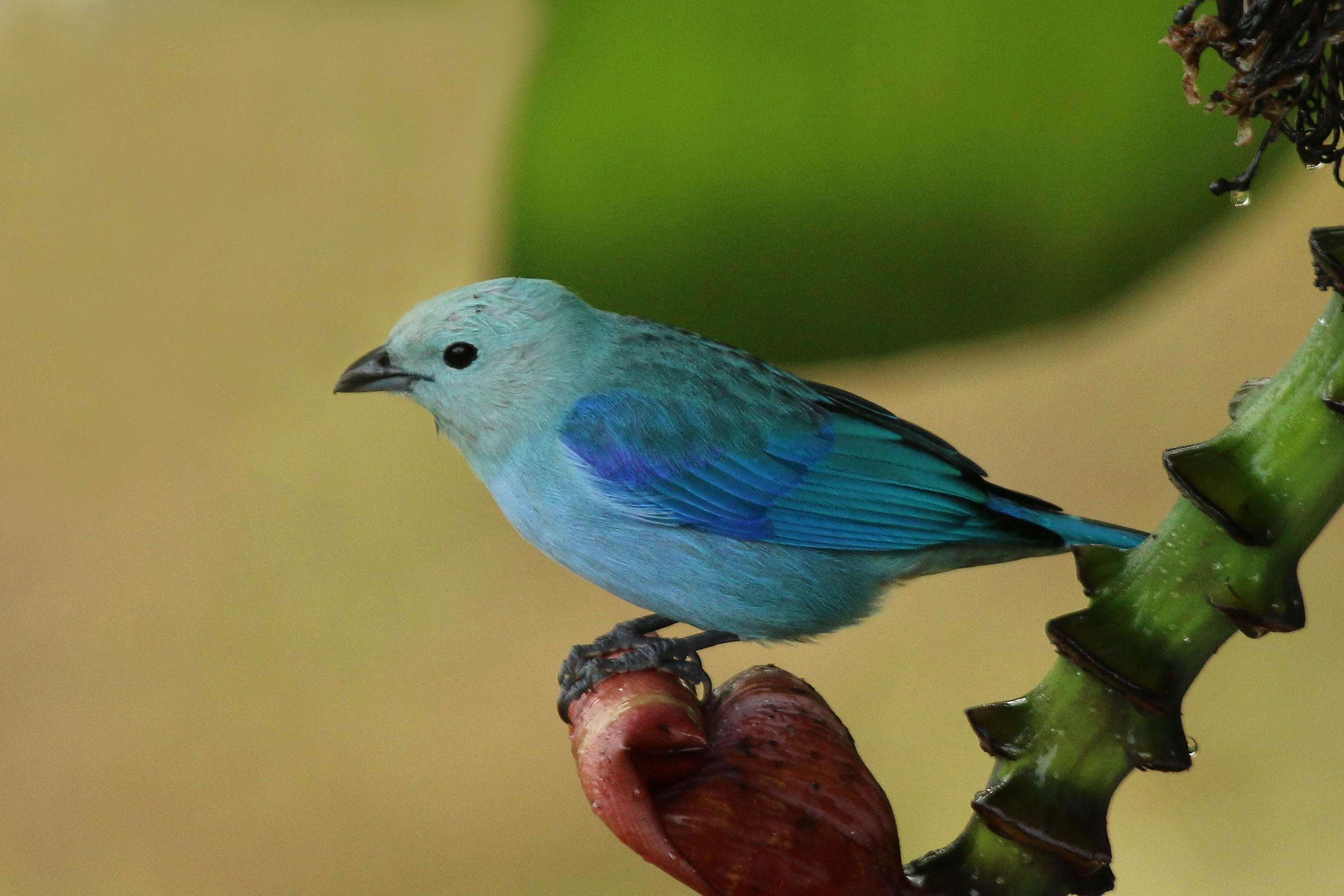
Блакитна саяка (підвид T. e. berlepschi) на острові Тобаго
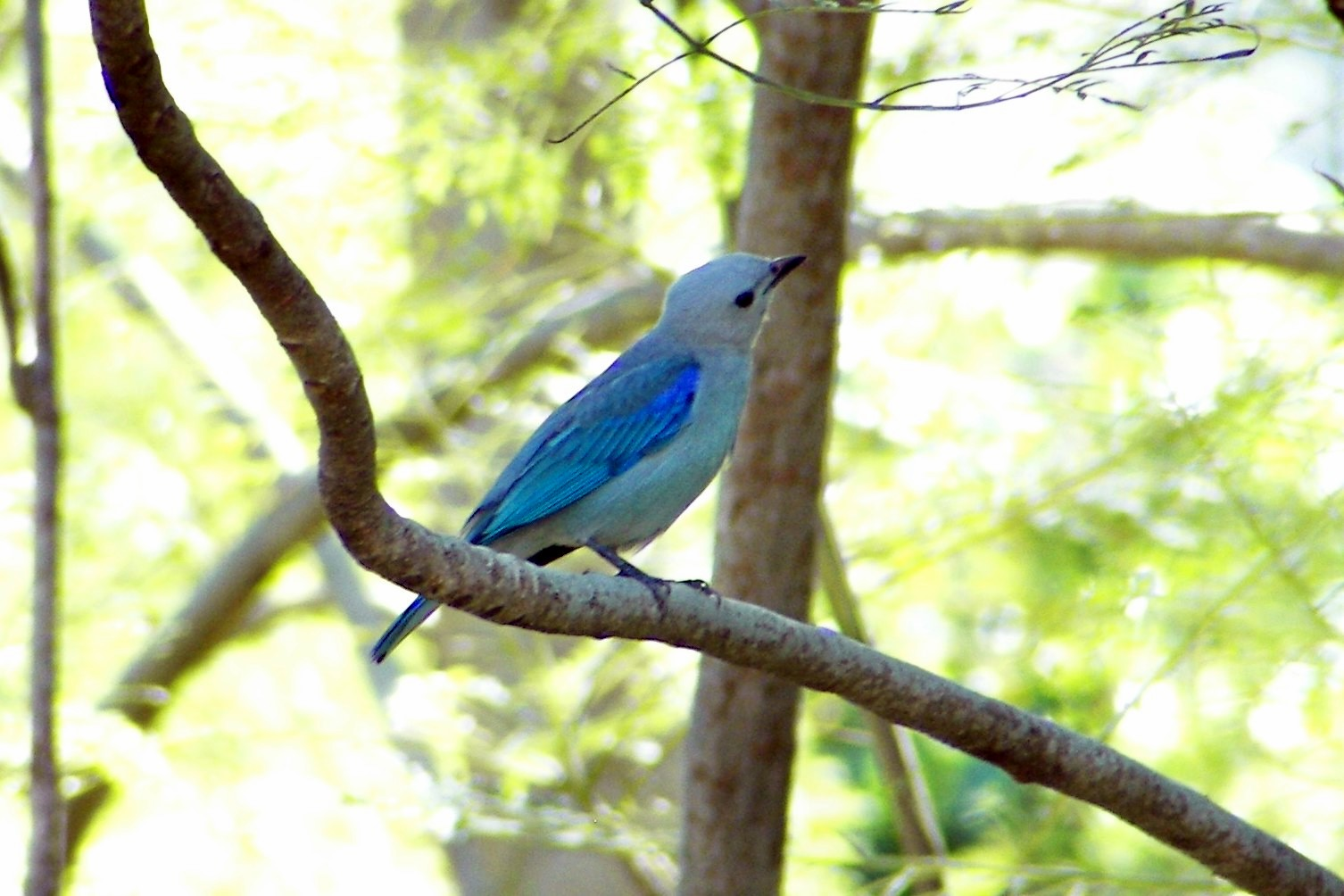
Блакитна саяка в Національному парку Анрі-Пітьє[en] (Венесуела)
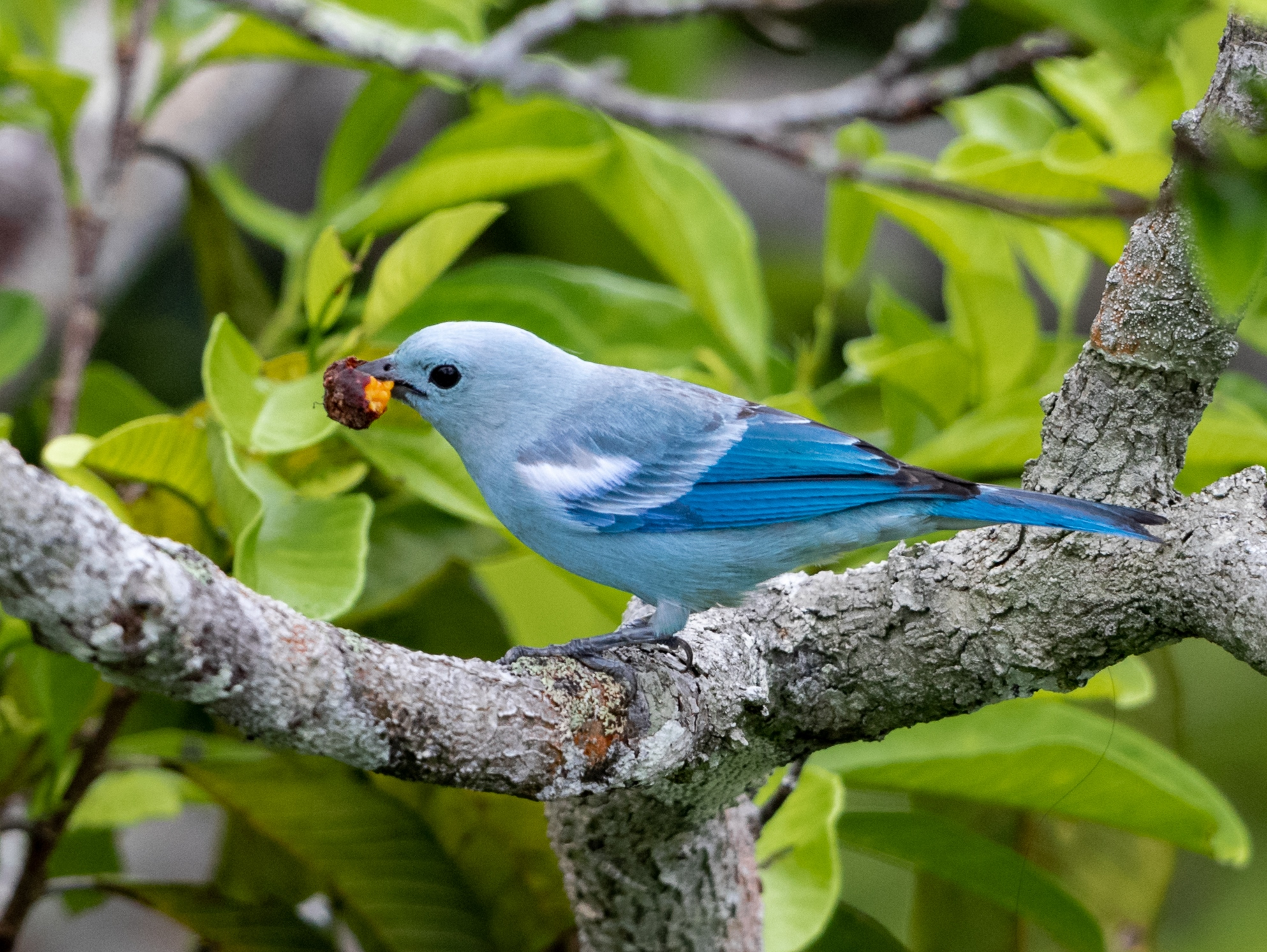
Блакитна саяка в Манаусі (штат Амазонас, Бразилія)
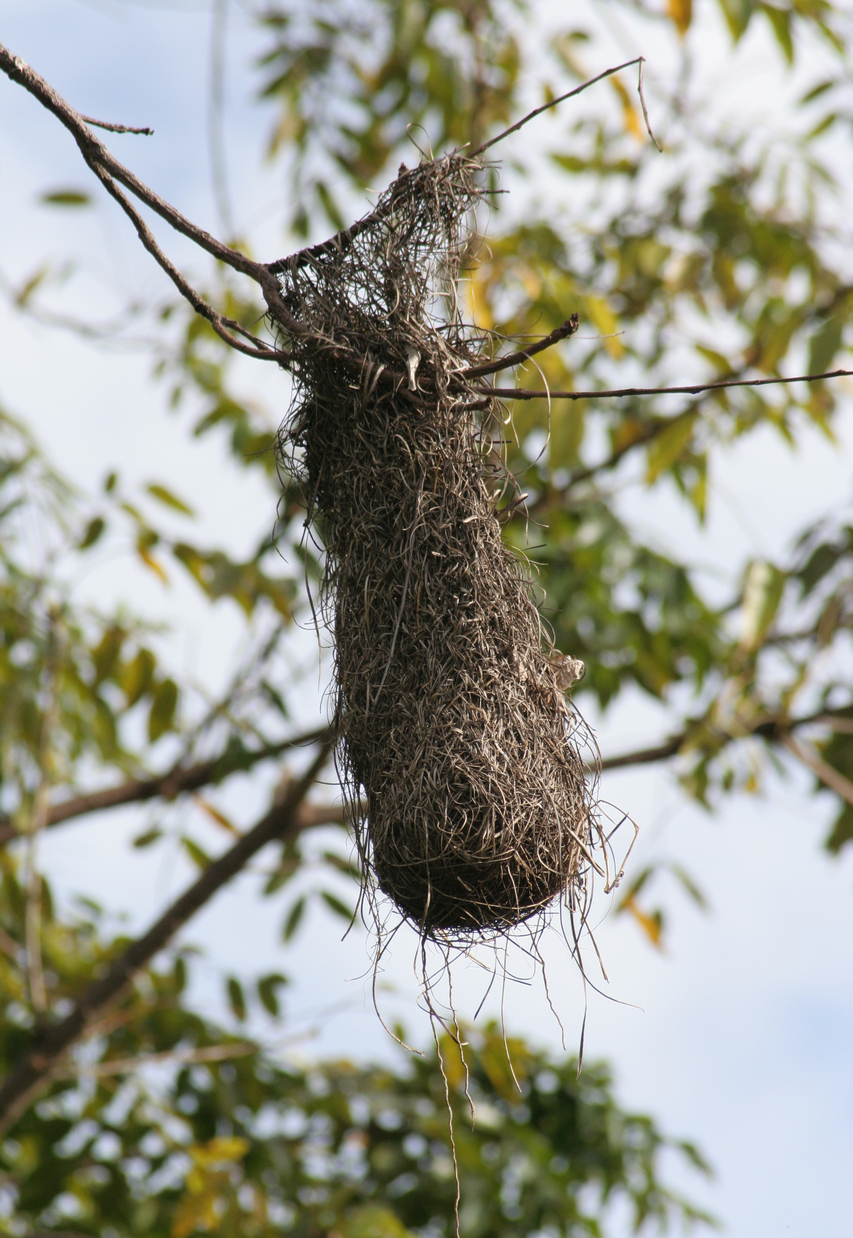
Гніздо блакитної саяки (Коммевейне, Суринам)